# Гукалівська сільська рада
Гу́калівська сільська́ ра́да — адміністративно-територіальна одиниця та орган місцевого самоврядування у Зборівському районі Тернопільської області. Адміністративний центр — село Гукалівці.

## Загальні відомості
Гукалівська сільська рада утворена в 1939 році.
- Територія ради: 2,219 км²
- Населення ради: 430 осіб (станом на 2001 рік)

## Населені пункти
Сільській раді були підпорядковані населені пункти:
- с. Гукалівці
- с. Лопушани

## Склад ради
Рада складалася з 12 депутатів та голови.
- Голова ради: Довга Світлана Володимирівна
- Секретар ради: Миць Любов Йосипівна

### Керівний склад попередніх скликань
| Прізвище, ім'я, по батькові  | Основні відомості                                                               | Дата обрання | Дата звільнення |
| ---------------------------- | ------------------------------------------------------------------------------- | ------------ | --------------- |
| Бойко Надія Йосипівна        | Сільський голова, 1962 року народження, позапартійна                            | 26.03.2006   | 11.06.2009      |
| Довга Світлана Володимирівна | Сільський голова, 1974 року народження, освіта середня спеціальна, позапартійна | 20.06.2010   | 31.10.2010      |
| Довга Світлана Володимирівна | Сільський голова, 1974 року народження, освіта середня спеціальна               | 31.10.2010   |                 |

Примітка: таблиця складена за даними сайту Верховної Ради України

### Депутати
За результатами місцевих виборів 2010 року депутатами ради стали:

#### За суб'єктами висування
| Суб'єкт висування | Кількість обраних депутатів | %   |
| ----------------- | --------------------------- | --- |
| Самовисування     | 12                          | 100 |

#### За округами
| № округу | Прізвище, ім'я, по батькові       | Дата визнання обраним | Освіта  | Партійна приналежність | Відомості про обраного депутата                      |
| -------- | --------------------------------- | --------------------- | ------- | ---------------------- | ---------------------------------------------------- |
| 1        | Тхорик Надія Степанівна           | 05.11.2010            | вища    | позапартійна           | загальноосвітня школа І-ІІ ст. с. Гукалівці, вчитель |
| 2        | Вовк Марія Павлівна               | 05.11.2010            | середня | позапартійна           | Кременецький молокозавод, молоко-зливщик             |
| 3        | Миць Любов Йосипівна              | 05.11.2010            | середня | позапартійна           | Гукалівська сільська рада, секретар                  |
| 4        | Миць Богдан Богданович            | 05.11.2010            | середня | позапартійний          | Залозецьке лісництво, лісник                         |
| 5        | Лаба Ольга Ярославівна            | 05.11.2010            | вища    | позапартійна           | Зборівська ЦРЛ, бухгалтер                            |
| 6        | Пастух Любов Ярославівна          | 05.11.2010            | середня | позапартійна           | Магазин с. Гукалівці, продавець                      |
| 7        | Горбач Галина Павлівна            | 05.11.2010            | середня | позапартійна           | Сільський клуб с. Лопушани, завідувач                |
| 8        | Харабора Павло Михайлович         | 05.11.2010            | середня | позапартійний          | тимчасово не працює                                  |
| 9        | Швець Ольга Петрівна              | 05.11.2010            | середня | позапартійна           | тимчасово не працює                                  |
| 10       | Янішевська Світлана Владиславівна | 05.11.2010            | середня | позапартійна           | тимчасово не працює                                  |
| 11       | Мисак Любов Іванівна              | 05.11.2010            | середня | позапартійна           | фельдшерсько-акушерський пункт с. Лопушани, фельдшер |
| 12       | Лобур Орест Дмитрович             | 05.11.2010            | середня | позапартійний          | пенсіонер                                            |